# Beach Park, Illinois
Beach Park är en ort (village) i Lake County, i delstaten Illinois, USA. Enligt United States Census Bureau har orten en folkmängd på 13 695 invånare (2011) och en landarea på 18,4 km².